# أوريلانا لا فايجا
بلدية أوريلانا لا فايجا (بالإسبانية: Orellana la Vieja)‏, هي إحدى بلديات مقاطعة بطليوس, التي تقع في منطقة إكستريمادورا, والتي تقع في غرب إسبانيا.
يبلغ عدد سكانها 3.278 نسمة وفقاً لإحصائية سنة (2002).

## أعلام
- استيبان سانشيز